# 侯洵
侯洵（1936年12月6日—），男，陕西咸阳人，中国光电子学专家，中国科学院西安光学精密机械研究所研究员，中国科学院院士，《光子学报》主编。从事瞬态光学方面的研究工作。

## 生平
1959年毕业于西北大学物理系，1991年当选为中国科学院院士（学部委员）。